# Owczarnia (województwo małopolskie)
Owczarnia – osada w Polsce położona w województwie małopolskim, w powiecie oświęcimskim, w gminie Kęty.
W latach 1975–1998 miejscowość należała administracyjnie do województwa bielskiego.